# Agnès Baliques
Agnes Baliques (1641–1700) foi a fundadora das Apostolinas nos Países Baixos Espanhóis.

## Biografia
Nascida na Antuérpia em 1641 numa família de ascendência espanhola, Baliques fundou em 1680 as Filhas de Nossa Senhora da Imaculada Conceição, comummente conhecidas como Apostolinas. A congregação rapidamente teve casas em Antuérpia, Bruxelas, Mechelen e Oudenaarde, onde forneciam educação para meninas pobres e ex-prostitutas, com foco particular em costura e outros trabalhos têxteis.
Tradicionalmente acreditava-se que as irmãs tinham dado o seu nome ao bairro da classe trabalhadora dos "Marolles" em Bruxelas. Na realidade, isto deve-se ao facto de a congregação ter sido confundida com uma organização semelhante chamada a Congregação das Irmãs Maricolen, popularmente chamada "Marolles" ou "Marullen".O seu apelido.
A Madre Agnes morreu na casa da sua congregação em Mechelen a 15 de outubro de 1700.

## Escritos
- Den Godvruchtigen Regel van de geestelycke dochters der vergaederinghe van de onbevleckte ontfangenisse van de HM ende Moeder Godts Maria, genoemt Apostelinnen, a regra da congregação revisada por Thomas Philip, Cardeal Arcebispo de Mechelen (2 vols., Mechelen, 1736).[3]